# Boris Szumiacki
Boris Zacharowicz Szumiacki (ros. Бори́с Заха́рович Шумя́цкий, ur. 4 listopada?/16 listopada 1886 w Wierchnieudinsku, zm. 29 lipca 1938 w miejscu egzekucji Kommunarka) – socjaldemokrata i komunista rosyjski, premier marionetkowej Republiki Dalekiego Wschodu (1920), dyplomata RFSRR i ZSRR.

## Życiorys
Od 1903 członek SDPRR, bolszewik, podczas rewolucji 1905–1907 kierował zbrojnymi wystąpieniami w Krasnojarsku i Władywostoku, za co został aresztowany, w lutym 1906 zbiegł z aresztu, w latach 1911–1913 na emigracji w Argentynie. Po powrocie do Rosji aresztowany, 1915–1917 odbywał służbę w rosyjskiej armii, 1917 był przewodniczącym syberyjskiego rejonowego biura KC SDPRR(b).
Od 5 listopada 1917 do 5 marca 1918 przewodniczący Prezydium Centralnego Komitetu Wykonawczego (CIK) Rad Syberii, pełnomocnik KC SDPRR(b) na Syberię, w latach 1919–1920 członek Syberyjskiego Biura KC RKP(b), od 14 października 1919 do stycznia 1920 przewodniczący Tiumeńskiego Komitetu Rewolucyjnego i tiumeńskiego gubernialnego biura organizacyjnego RKP(b), od 27 kwietnia do czerwca 1920 przewodniczący tomskiego gubernialnego komitetu rewolucyjnego, od 7 maja do czerwca 1920 przewodniczący tomskiego gubernialnego biura organizacyjnego RKP(b).
Od czerwca do października 1920 przewodniczący Rady Ministrów Republiki Dalekowschodniej, od czerwca 1920 przewodniczący Dalekowschodniego Biura KC RKP(b) i minister spraw zagranicznych Republiki Dalekowschodniej, od października 1920 zastępca przewodniczącego Syberyjskiego Komitetu Rewolucyjnego, od grudnia 1920 do lutego 1921 przewodniczący Komitetu Wykonawczego Jenisejskiej Rady Gubernialnej, w 1921 pełnomocnik Ludowego Komisariatu Spraw Zagranicznych RFSRR na Syberię i Mongolię i pełnomocnik Rady Komisarzy Ludowych RFSRR w Mongolii.
Od 31 stycznia 1921 do 27 lutego 1922 członek Rady Wojskowo-Rewolucyjnej 5 Armii Samodzielnej, od stycznia 1922 do 19 marca 1923 radca Pełnomocnego Przedstawicielstwa (Ambasady) RFSRR/ZSRR w Persji, od 19 marca 1923 do 14 kwietnia 1925 pełnomocny i handlowy przedstawiciel ZSRR w Persji, od kwietnia 1925 członek Biura Leningradzkiego Komitetu Gubernialnego RKP(b)/WKP(b), później rektor Komunistycznego Uniwersytetu Pracujących Wschodu. Od 23 września 1930 do 5 kwietnia 1933 przewodniczący Wszechzwiązkowego Zjednoczenia Przemysłu Kinofotograficznego, od 5 kwietnia 1933 do stycznia 1938 szef Głównego Zarządu Przemysłu Kinofotograficznego przy Radzie Komisarzy Ludowych ZSRR i zastępca przewodniczącego Komitetu ds. Sztuk przy Radzie Komisarzy Ludowych ZSRR. 11 stycznia 1935 odznaczony Orderem Lenina.
W okresie wielkiej czystki 18 stycznia 1938 aresztowany przez NKWD. 28 lipca 1938 skazany na śmierć przez Kolegium Wojskowe Sądu Najwyższego ZSRR za „terroryzm, działalność kontrrewolucyjną i przynależność do antysowieckiej organizacji”. Rozstrzelany w miejscu egzekucji Kommunarka pod Moskwą, pochowany anonimowo. Grób symboliczny znajduje się na Cmentarzu Nowodziewiczym w Moskwie
W 1956 pośmiertnie zrehabilitowany.